# Ola Truedsson
Nils Ola Lennart Truedsson, född 16 juli 1956 i Karlshamns församling i Blekinge län, är en svensk militär.

## Biografi
Ola Truedsson avlade marinofficersexamen vid Sjökrigsskolan 1981 och utnämndes samma år till fänrik i kustartilleriet, där han befordrades till löjtnant 1983 och till kapten 1984. Under 1980-talet tjänstgjorde han vid Karlskrona kustartilleriregemente. Han befordrades till major 1992 och tjänstgjorde under andra hälften av 1990-talet vid Kustartillericentrum och vid Kustartilleriets stridsskola. Efter att ha befordrats till överstelöjtnant var han chef för den sjunde svenska kontingenten i svenska Kosovostyrkan 2002–2003 och chef för OP-sektionen i Operationsledningsavdelningen (J 3) i OP-enheten i Högkvarteret 2005–2006. År 2007 befordrades han till överste, varpå han var chef för Marinbasen 2007–2009, chef för Amfibieregementet 2009–2013 och chef för Produktionsledning Marin i Högkvarteret från 2013. Efter att ha befordrats till brigadgeneral var han marintaktisk chef vid Marinens taktiska stab.[källa behövs]
Ola Truedsson invaldes 2009 som ledamot av Kungliga Örlogsmannasällskapet.